# Harrogate

Harrogate é uma cidade da Inglaterra (Reino Unido), com cerca 85 000 habitantes. Fica situada no condado de North Yorkshire e a este da cidade de York. Possui indústrias alimentares e é centro turístico e estância balnear ( famosa pelas suas cerca 100 nascentes de águas sulfurosas e ferruginosas). A população está dividida em High e Low Harrogate.
A cidade fica perto de York, Ripon, Knaresborough e em West Yorkshire, Leeds e Wetherby.
Votada como a melhor povoação para viver em Yorkshire, Harrogate é uma jóia do norte inglês. O seu refinamento, apesar da sua proximidade a cidades industriais, reflecte-se no bairro de Montpellier, que acolhe cerca de 80 lojas e converteu-se num centro de referência artística e de venda de antiguidades. É casa do famoso salão de chá Bettys, os seus banhos turcos são uma alternativa para esquecer o stress.